# بازار فلافل اهواز

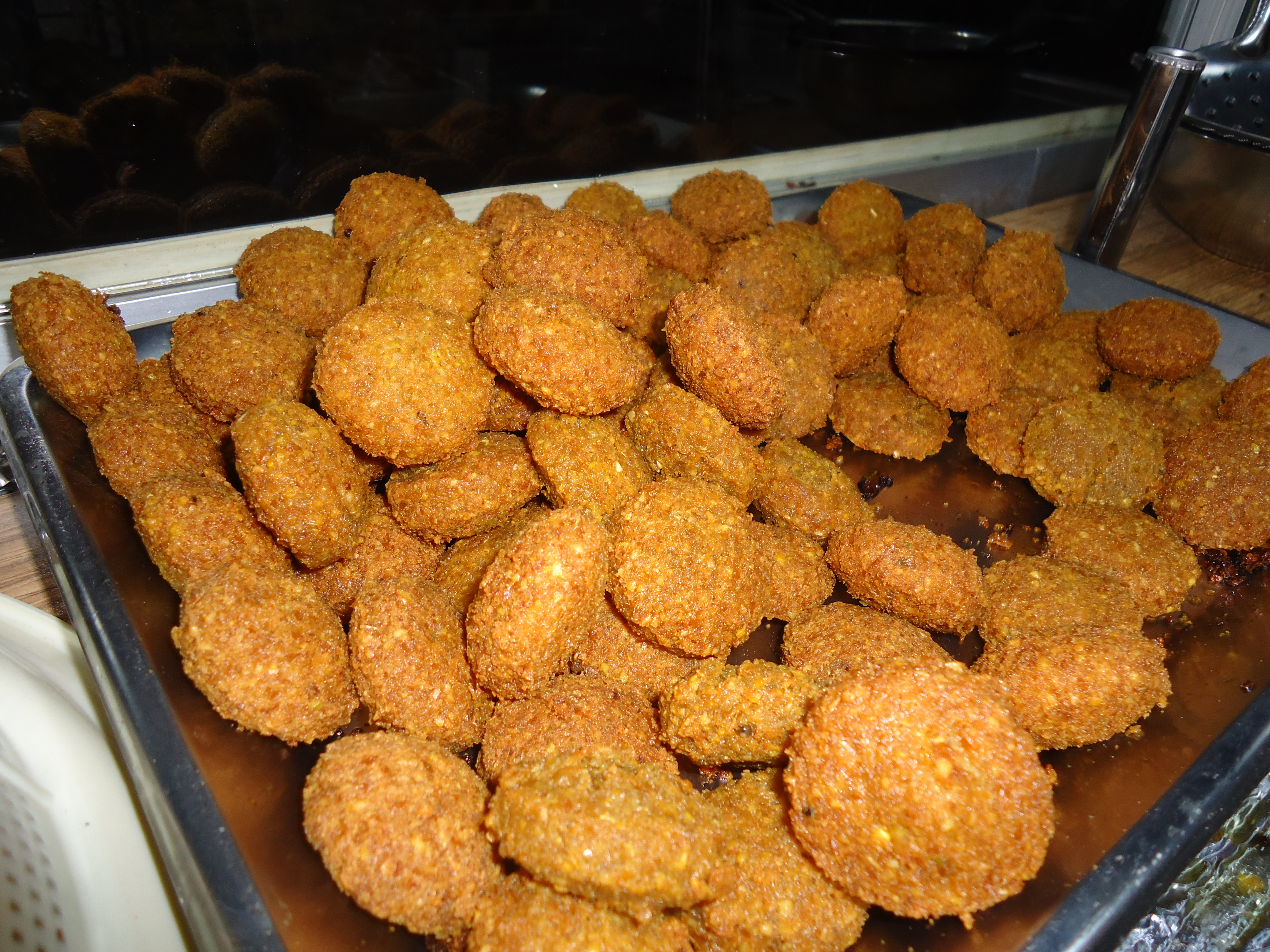
فلافل

بازار فلافل اهواز یکی از مراکز فروش فلافل واقع در خیابان انوشه، لشکرآباد اهواز است. این بازار با وجود صدها مغازهٔ فلافل‌فروشی، یکی از جاذبه‌های گردشگری شهر اهواز است. فروش اغذیه در این بازار به‌صورت سلف سرویس است که علاوه بر فلافل، سمبوسه، کپه و دیگر خوراکی‌های فوری را عرضه می‌کنند.
فلافل به‌عنوان یک غذای خوشمزه، ساده و سبک که با قیمت مناسبت‌تر از سایر خوراکی‌ها در اختیار مشتری قرار می‌گیرد و در اهواز کسب و کار فلافل فروشی در این محله چنان بالا گرفته و مورد استقبال مردم اهواز، مسافران، دانشجویان و… قرار گرفته که شلوغی و ترافیک بسیار بالای جمعیت و خودروها در این منطقه موج می‌زند.

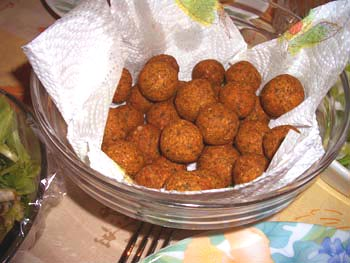
فلافل

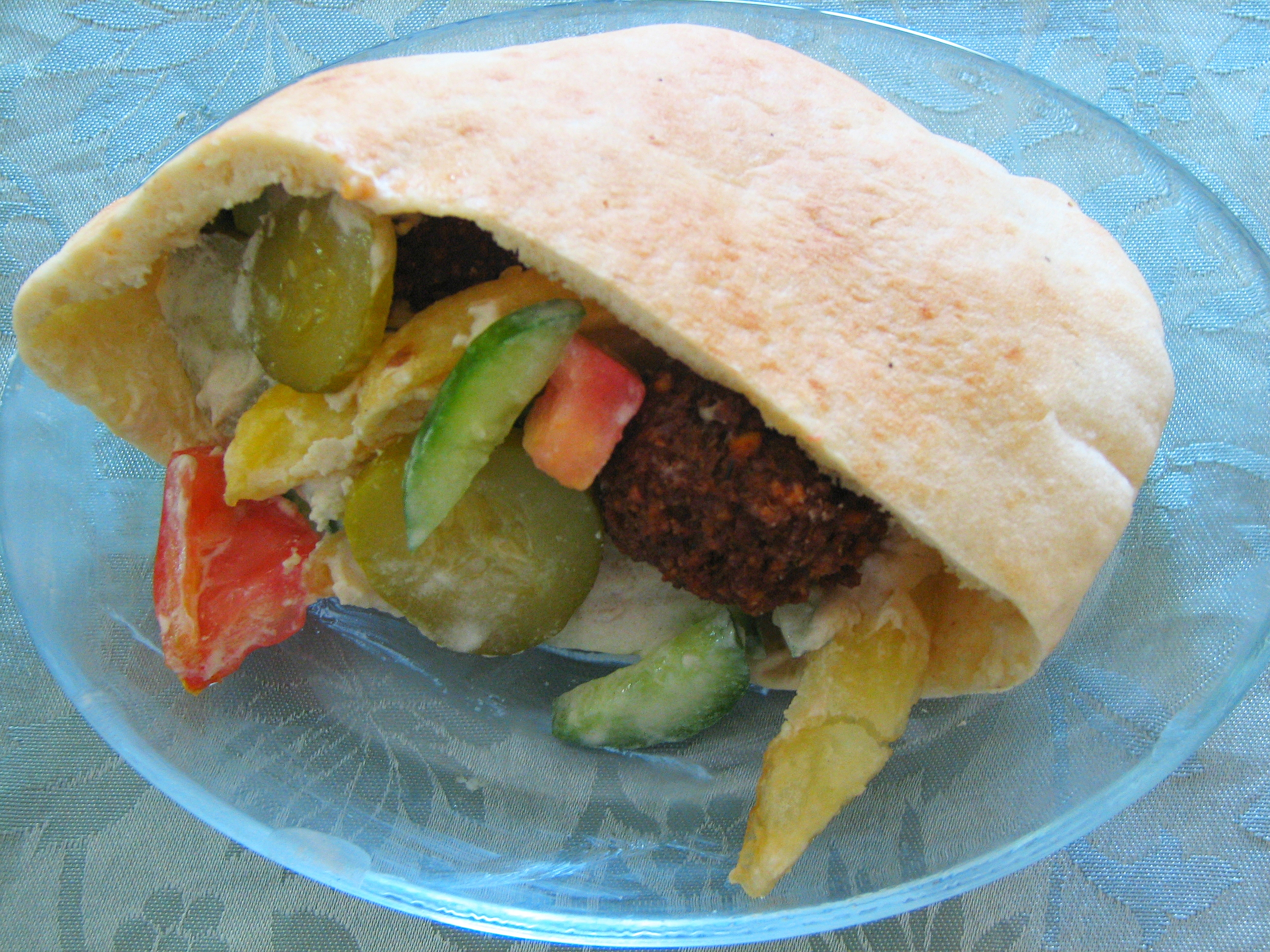
ساندویچ فلافل

## نگارخانه

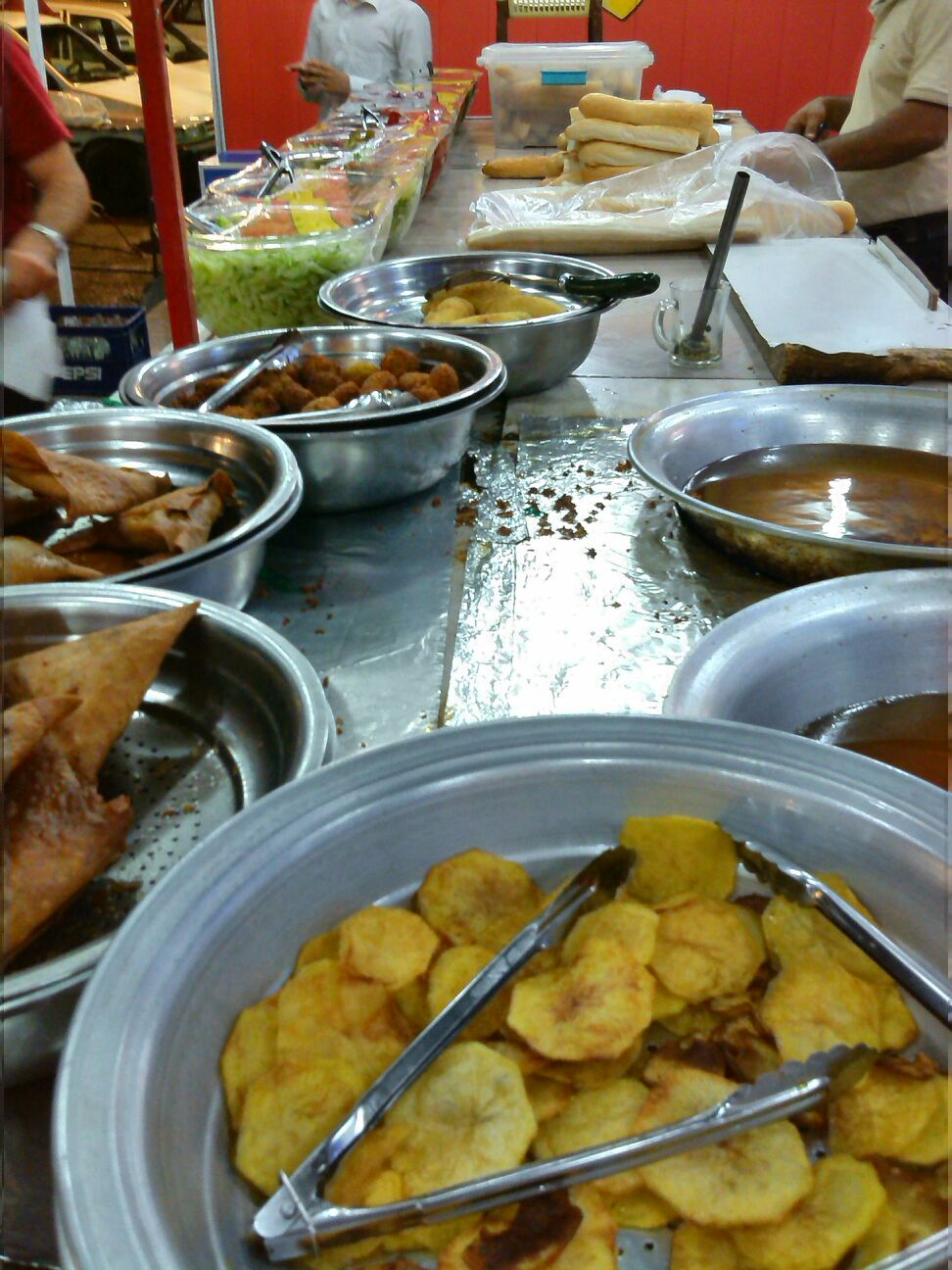
فلافل در بازار فلافل اهواز
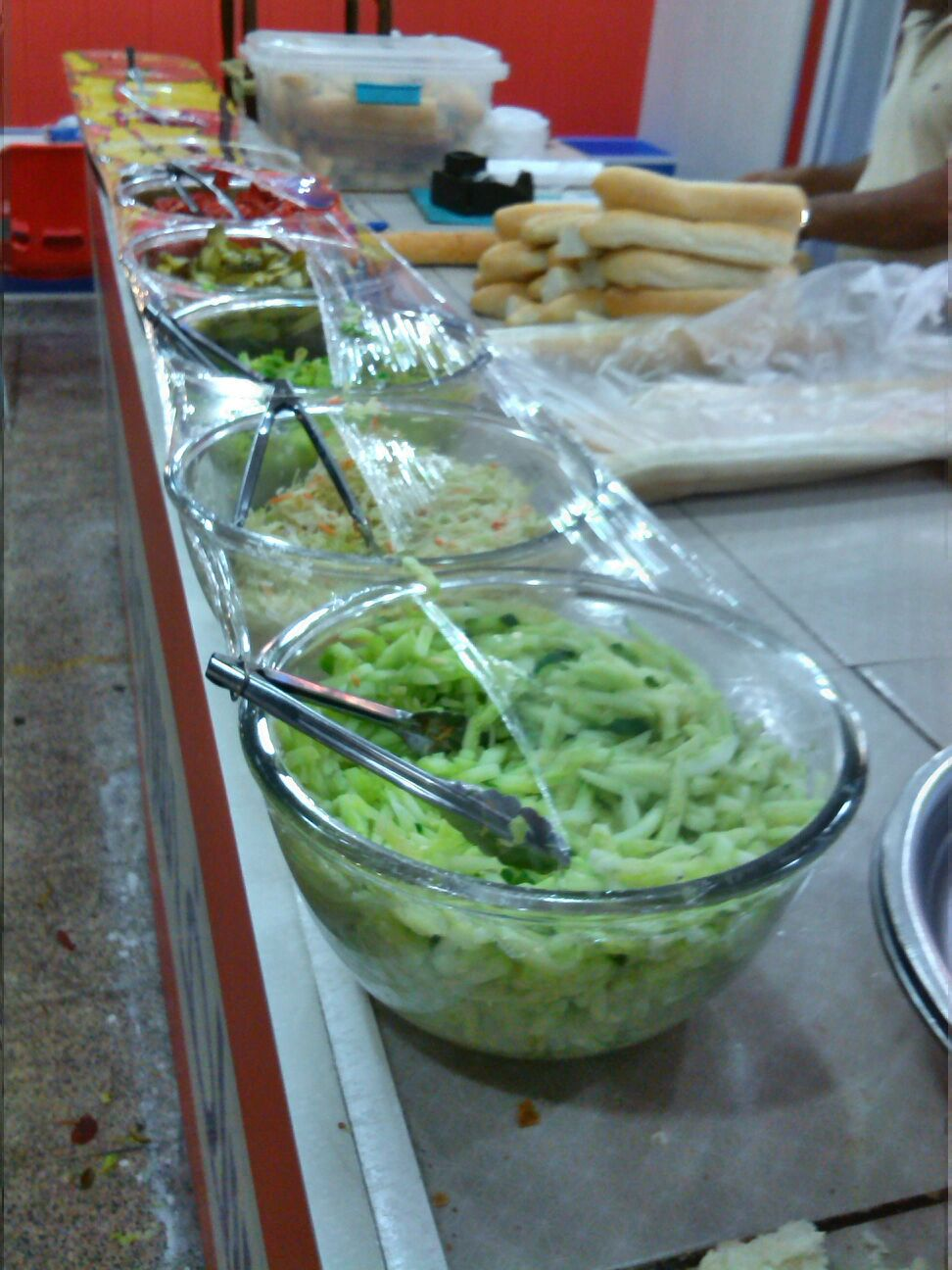
انواع سالاد در بازار فلافل اهواز
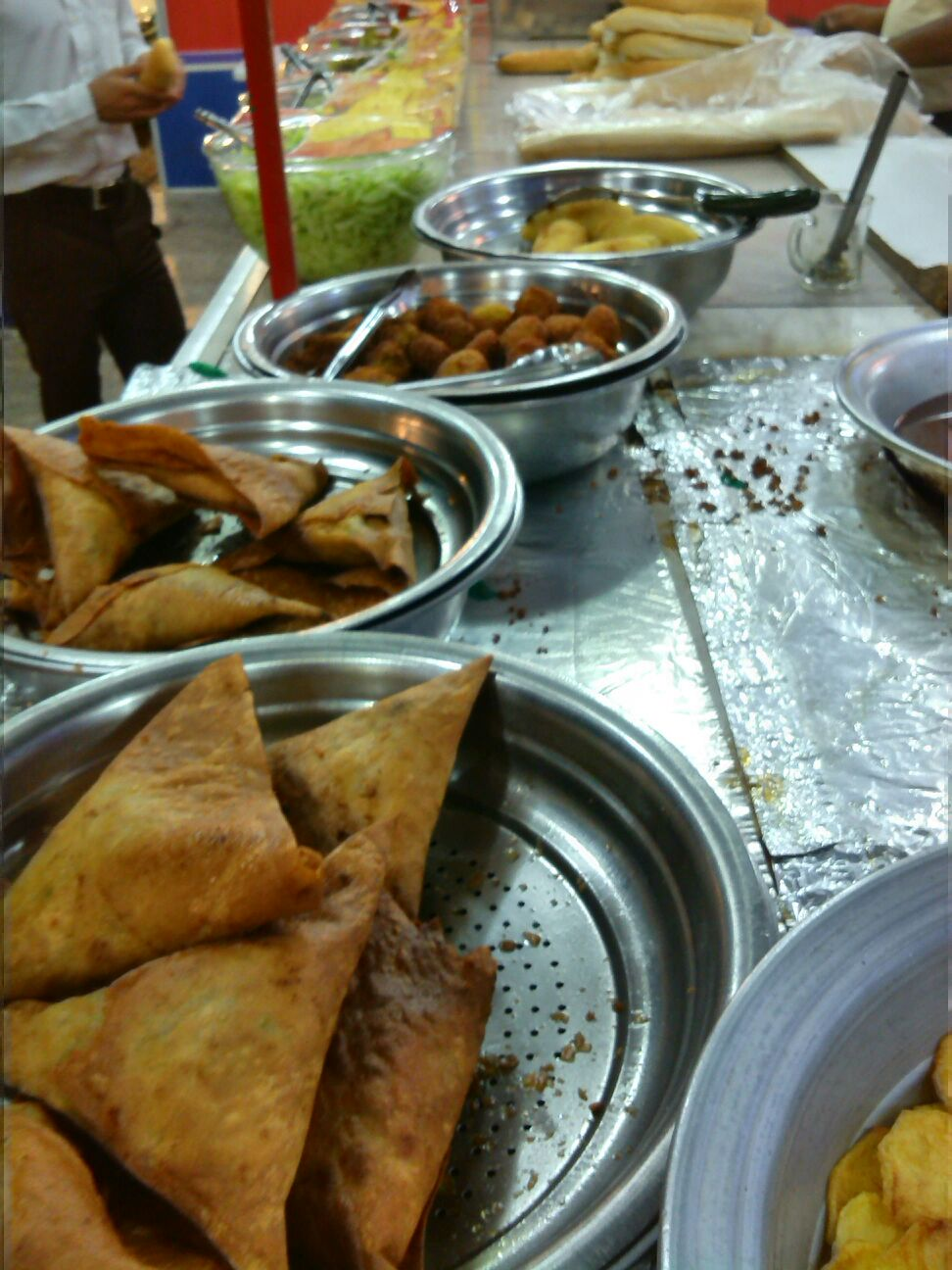
سمبوسه در بازار فلافل اهواز